# حارة غزل الباش (أزال)
حارة غزل الباش هي إحدى حارات حي نقم بمديرية أزال في مدينة صنعاء، بلغ تعداد سكانها 1670 نسمة حسب تعداد اليمن لعام 2004.